# Schlacht bei Artemision
Lade – Marathon – Thermopylen – Artemision – Salamis – Plataiai – Mykale – Eurymedon
Die Schlacht bei Artemision (auch Seeschlacht bei Kap Artemision) fand im August 480 v. Chr., zeitgleich zur Schlacht bei den Thermopylen, während der Perserkriege, am Kap Artemision der griechischen Insel Euböa, zwischen der persischen und einer griechischen Flotte statt. Sie gilt als eine der ersten genauer bekannten Seeschlachten.

## Ausgangslage
Durch den Perserzug Xerxes I. stand Griechenland, mit einem zahlenmäßig weit unterlegenen Landheer, teilweise uneinig bezüglich der Strategie, vor einer schwierigen Aufgabe. Die Entscheidung für Griechenland konnte nur zur See fallen, da Themistokles eine starke Flotte aufgebaut und eine Strategie zur Seeverteidigung entwickelt hatte.

### Persische Streitmacht
Wie beim ersten Perserzug nahm das persische Heer den Landweg über den Hellespont; eine aus 1200 Schiffen bestehende Kriegsflotte folgte über See. Gemäß den Historien des Herodot soll es sich um etwa 180.000 Matrosen und Seesoldaten gehandelt haben. Die Flotte bestand teilweise aus neuen Trieren, der Rest aus Pentekonteren. Der Großteil kam aus folgenden Ländern:
| Herkunft  | Schiffe | Herkunft | Schiffe | Herkunft   | Schiffe |
| --------- | ------- | -------- | ------- | ---------- | ------- |
| Phönikien | 300     | Ägypten  | 200     | Zypern     | 150     |
| Kilikien  | 100     | Ionien   | 100     | Hellespont | 100     |
| Karien    | 70      | Aiolis   | 60      | Lykien     | 50      |

### Griechische Streitmacht
Die von Themistokles angeführte griechische Flotte bestand aus 324 Schiffen, welche größtenteils Trieren waren und von folgenden Städten gestellt wurden:
| Herkunft | Schiffe | Herkunft  | Schiffe | Herkunft | Schiffe |
| -------- | ------- | --------- | ------- | -------- | ------- |
| Athen    | 180     | Korinth   | 40      | Megara   | 20      |
| Chalkis  | 20      | Ägina     | 18      | Sikyon   | 12      |
| Sparta   | 10      | Epidauros | 8       | Eretria  | 7       |

## Die Seeschlacht
Die persische Flotte, die sich während des Anmarsches an der makedonischen Küste orientierte, geriet vor Magnisia in einen schweren Sommersturm. Dabei ging rund ein Drittel der 1200 Schiffe umfassenden Flotte unter.

### Verlauf
Während die Spartaner unter Leonidas am Thermopylenpass Aufstellung nahmen, sammelte sich die griechische Flotte in der Straße von Artemision, um das Landheer zu decken. Um zu verhindern, dass die zahlenmäßig übermächtige persische Flotte zur vollen Entfaltung kam, formierten sich die Griechen in einer Meerenge, die im Westen vom Festland und im Osten von der Insel Euböa gedeckt war. Die Perser versuchten daraufhin, mit einem aus 200 Schiffen bestehenden Umgehungsgeschwader die Insel Euböa zu umfahren und die Griechen von zwei Seiten anzugreifen. Die Griechen schickten diesem ihrerseits ein Teilgeschwader von 53 Schiffen entgegen. Das persische Umgehungsgeschwader wurde jedoch durch einen Sturm fast restlos vernichtet. Der gleiche Sturm brachte auch mehrere Dutzend Schiffe der persischen Hauptflotte beim Einlaufen in die Meerenge zum Kentern. Daraufhin starteten die Griechen einen erfolgreichen Vorstoß und konnten mehrere versprengte Schiffe in ihre Gewalt bringen.
Nach zwei Tagen griffen die Perser erneut an. Für diesen Hauptkampf kehrten die 53 von den Griechen gegen das persische Umgehungsgeschwader entsandten Schiffe rechtzeitig zurück und leisteten eine wichtige Unterstützung bei den schweren Kämpfen. Obwohl die Griechen das Schlachtfeld behaupten konnten, mussten sie sich nach der Niederlage bei der Schlacht an den Thermopylen zurückziehen.

### Ausgang
Die Schlacht endete unentschieden. Obwohl der anschließende Rückzug der Griechen bedeutete, dass große Teile Griechenlands damit den Persern schutzlos ausgesetzt waren und Athen auf den Rat von Themistokles geräumt wurde, ermöglichte dies schließlich den griechischen Sieg bei der im darauffolgenden Monat stattfindenden entscheidenden Seeschlacht von Salamis.

### Rezeption
Während meistens der Angabe Herodots gefolgt wird, die persische Flotte sei an Zahl den Griechen doppelt überlegen gewesen, verweist Hans Delbrück auf den Widerspruch, dass es den Persern trotz dieser angegebenen Übermacht nicht gelang, die griechische Flotte zu besiegen und dann den Griechen bei den Thermopylen in den Rücken zu fallen. Es gibt den Versuch, diesen Umstand damit zu klären, dass die persischen Schiffe durch ihre Größe und schlecht ausgebildeten Besatzungen ihren Vorteil nicht auszuspielen verstanden. Es ist jedoch bekannt, dass die persischen Seeleute griechische und phönizische Söldner waren, die als die besten Seeleute und Schiffbauer der damaligen Welt galten. Daraus schließt Delbrück, dass die Flotten sich an Zahl ebenbürtig gewesen sein müssen. Herodot berichtet, dass die Griechen weitere Unterstützung erwarteten, die jedoch zu weit weg waren, um noch bei Artemision einzugreifen. Dies ist ein weiterer Hinweis darauf, dass die Griechen allen Grund hatten, sich vom Gegner abzusetzen und die Entscheidung auf die nächste Schlacht zu vertagen. Einige Historiker gehen davon aus, dass die Perser nicht mehr als 600 Schiffe in die Ägäis sandten.